# Ильинка (Омская область)
Ильинка — деревня в Тюкалинском районе Омской области. Входит в состав Никольского сельского поселения.

## История
Основана в 1918 году. В 1928 году состояла из 73 хозяйств, основное население — русские. В составе Андронкинского сельсовета Тюкалинского района Омского округа Сибирского края.

## Население
| 1926 | 2010 |
| ---- | ---- |
| 384  | ↘106 |